# Церква і монастир Різдва Пресвятої Богородиці (Гродно)
Церква і монастир Різдва Пресвятої Богородиці (колишній монастир василіанок) — комплекс релігійних споруд на сучасній вулиці Давида Городенського в місті Гродно, нині Гродненської області Республіки Білорусь.

## Історія

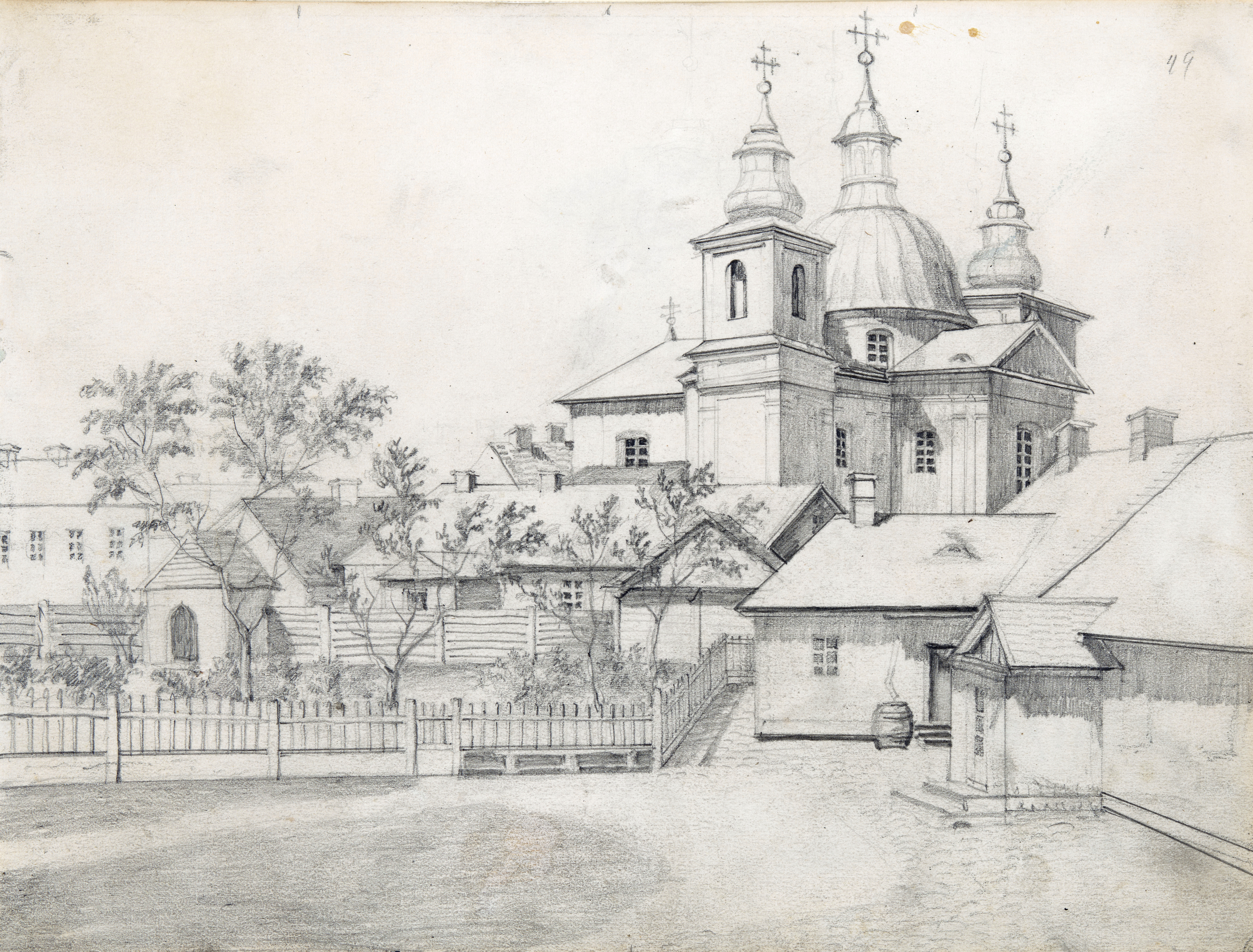
Церква і монастир василіанок. Малюнок Наполеона Орди. 1860 р.

Монастир василіанок був заснований в 1633 році (за іншими даними в 1632 році за наказом уніатського митрополита Антонія Селяви) з дозволу уніатського митрополита Йосифа-Велямина Рутського на місці Пречистенською церкви 12 століття.
Першою ігуменею заснованого монастиря була Василія Сапіга, яка приїхала з Вільнюса. У 1641 році в монастирі було всього 5 монахинь. У 1642 році А. Селява наказав віддати гродненському монастирю василіанок, які прибули сюди з Вільнюса, «на вічні часи» територію на захід православної Пречистенської церкви і до Королівського замку.
Після спустошливої пожежі 1647 року, яка знищила давню церкву, був побудований дерев'яний храм Різдва Богородиці, який також був знищений пожежею 1720 року.
У 1720 році почалося будівництво кам'яної церкви і монастиря під керівництвом архітектора І. Фонтана. Фінансував будівництво уніатський митрополит Лев Кишка. Монастир був освячений в 1756 році (за іншими даними в 1751 році).
Після розпуску уніатської церкви в Білорусі, монастир в 1843 році був переданий православним. У 1848 році церква була перероблена, в результаті чого іконостас був перенесений із західної частини, де раніше був вівтар, у східну. У 1866 році на території монастиря з'явилася так звана «тепла» церква святого Сергія Радонезького, яка була побудована на гроші, накладені на місцеву шляхту за участь у повстанні 1863 року.
У 1891 році в західній частині комплексу був побудований господарський корпус. У 1901 році монастир був перенесений в урочище Чирвонасток, а після 1914 року в зв'язку з німецькою окупацією Гродно — в Москву, але під час Громадянської війни черниці повернулися назад в Гродно.
Монастир діяв і після Великої Вітчизняної війни. Так, тут в 1953 році працював притулок для дітей-сиріт, золотошвейна майстерня, цех по виготовленню свічок. Однак в 1960 році черниці були змушені переїхати в Жировичі, а монастир закрився на реставрацію. У 1977–1992 роках в будівлі розташовувався Республіканський музей атеїзму і історії релігії, а після 1992 року відновив свою діяльність монастир Різдва Богородиці.

## Архітектура церкви
Церква зведена в 1726 році архітектором І. Фонтана, представником чисельної династії італійських зодчих Фонтана, які працювали, як у Короні Польській, так і у Великому князівстві. І. Фонтана, як архітектор-католик, при зведенні греко-католицького храму повинен був відчути його синтичну ідейну суть і виявити її засобами архітектури. Особливою родзинкою церкви є те, що вона являє собою не русько-візантійський хрестово-купольний храм і не латинську хрестово-купольну тринефну базиліку, а відмінний центрично-хрестовий тип храму, підкреслюючи прагнення уніатської церкви до ранньохристиянських джерел, щоб подолати конфесійний розкол, який виник раніше.
До восьмигранного ядра композиції, увінчаного світловим барабаном з куполом, з чотирьох сторін світу прилягають однакові прямокутні об'єми, утворюючи в плані рівнораменний грецький хрест. Спочатку до західної частини, яка була вівтарною, був приєднаний рівновисокий і рівноширокий об'єм, що робило пресбітерій сильно витягнутим, а церкві в плані надавала форму латинського хреста. Усередині вівтарна частина мала закруглений обрис. Після реконструкції 1843 року тут був зроблений вхід, а в східній частині поставлений іконостас.
Особливістю композиції є розміщення двох четверикових веж з фігурними главками над крилами трансепта, а не традиційно з боків головного фасаду. Таке розташування веж більш характерне для ранньохристиянського культового зодчества, ніж ортодоксальному православ'ю з його традиційним п'ятиглав'ям по діагоналях хрестово-купольного храму. Купол поміщений на високому барабані, завершеному цибулястою главкою. До куполу прямокутної вівтарної частини примикають низькі об'єми ризниць. Головний вхід завершений трикутним фронтоном. Спочатку храм мав унікальну композицію верхів, яка ніде більше в білоруській архітектурі не зустрічається. Після перебудови 1843 року купол набув рис класицизму.
Стіни прикрашені пілястрами, а в місці з'єднання об'ємів — здвоєними, завершеними широким профільованим карнизом. В інтер'єрі крила трансепта перекритий циліндричними склепіннями на підпружних арках. Стіни завершує профільований антаблемент з великим виносом карнизу. При вході по боках центрального нефа поміщені гвинтові сходи. У північній частині трансепту знаходяться хори, з'єднані з коридором другого поверху корпусу кляштора, що також є особливістю комплексу. Перед головним фасадом церкви в 1980 році виявлено залишки Пречистенської церкви ХІІ століття.

## Архітектура кляштора, каплиці і господарського комплексу
Кляштор (монастирський корпус) побудований також архітектором І. Фонтана. Це двоповерхова Г-подібна в плані будівля з високим двосхилим дахом. Поздовжнє крило кляштора прибудоване до церкви і утворює перед апсидою невеликий наполовину відкритий дворик. Прямокутні вікна кляштора розташовані нерегулярно. Планування будівлі галерейне, приміщення перекриті хрестовими і циліндричними склепіннями.
До східного торця кляштора в ХІХ столітті прибудована каплиця. Стіни каплиці розчленовані лопатками. Східний торцевий фасад завершений фронтоном.
У 1891 році до східної частини комплексу прибудований господарський корпус, який представляє собою двоповерхову прямокутну в плані будівлю з прямокутними вікнами.

## Галерея

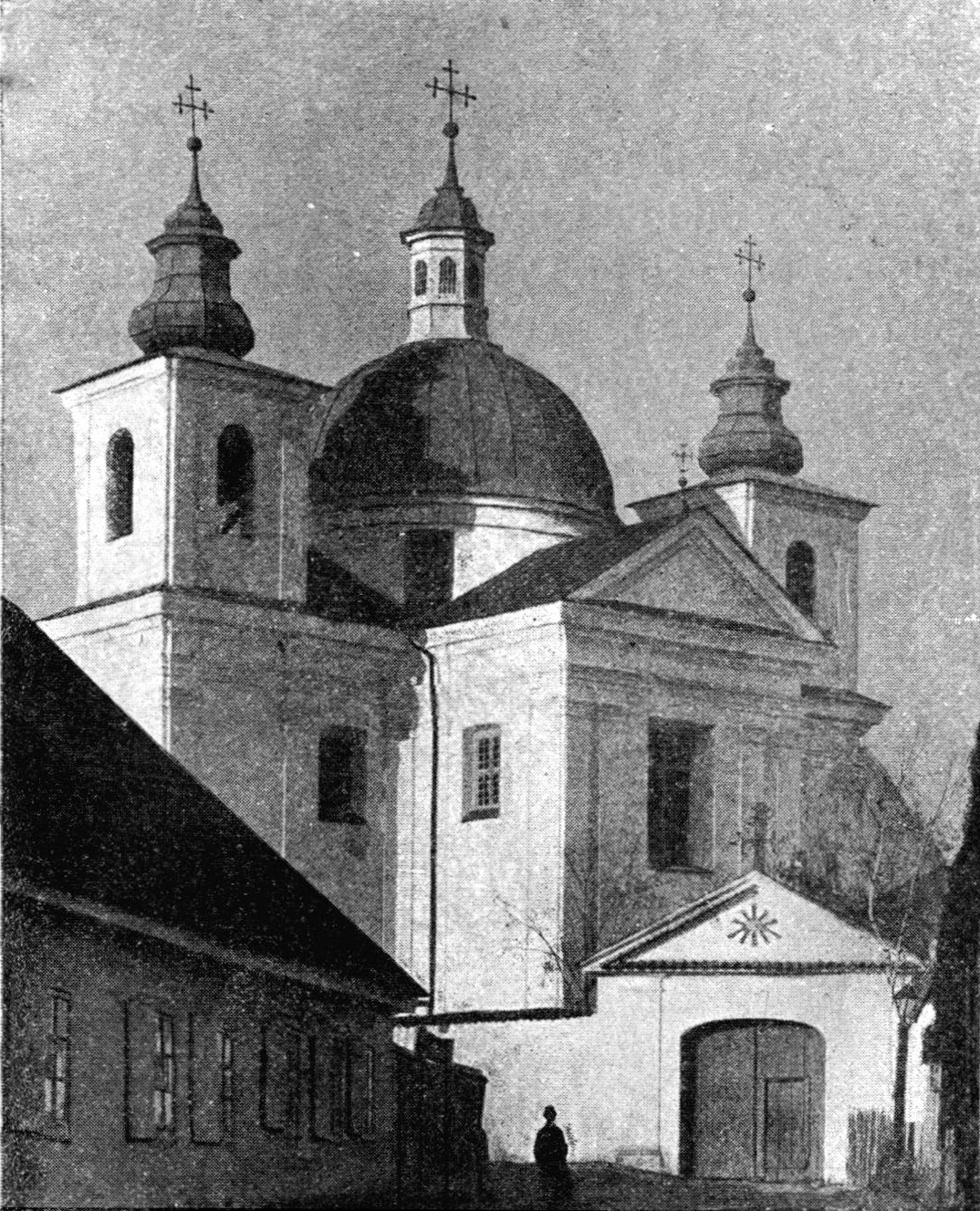
Церква Різдва Пресвятої Богородиці і монастир. До 1916 р.
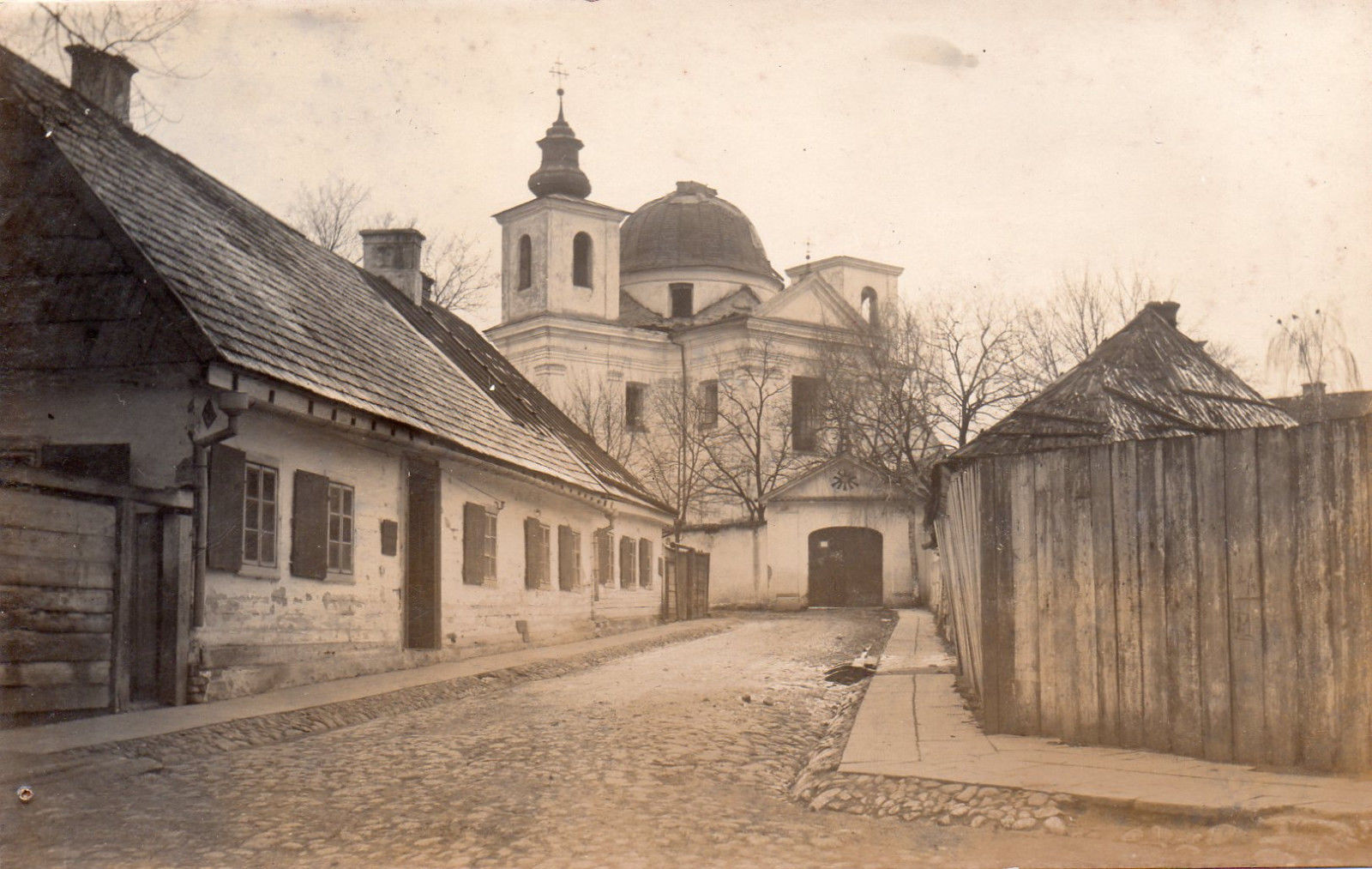
Церква Різдва Пресвятої Богородиці і монастир. 1918 р.
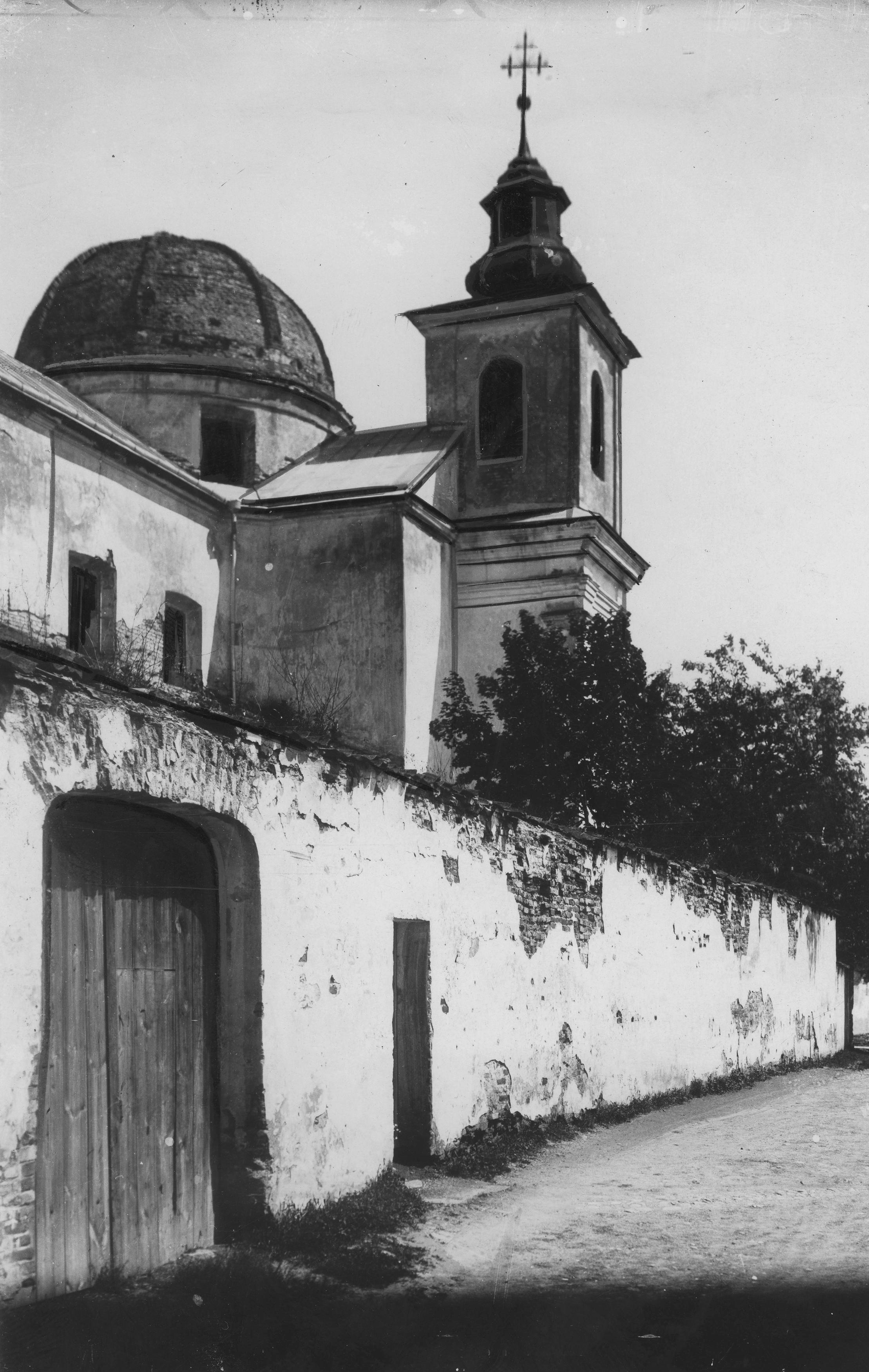
Церква Різдва Пресвятої Богородиці і монастир. 1931 р.
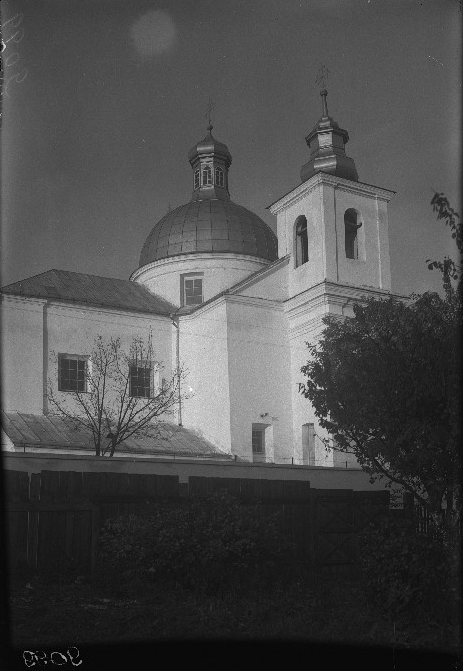
Церква Різдва Пресвятої Богородиці і монастир. До 1939 р.
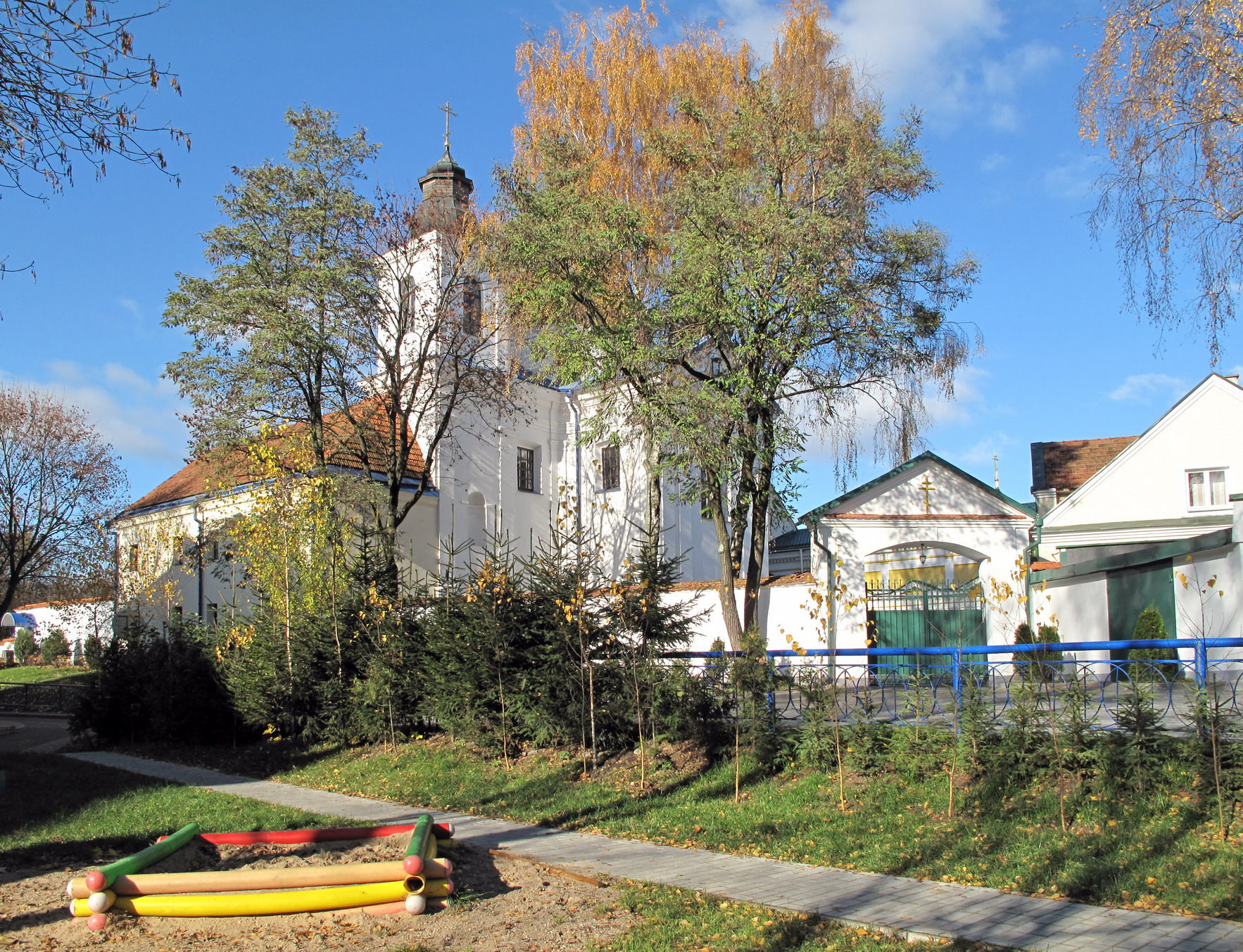
Церква Різдва Пресвятої Богородиці і монастир. 2009 р.
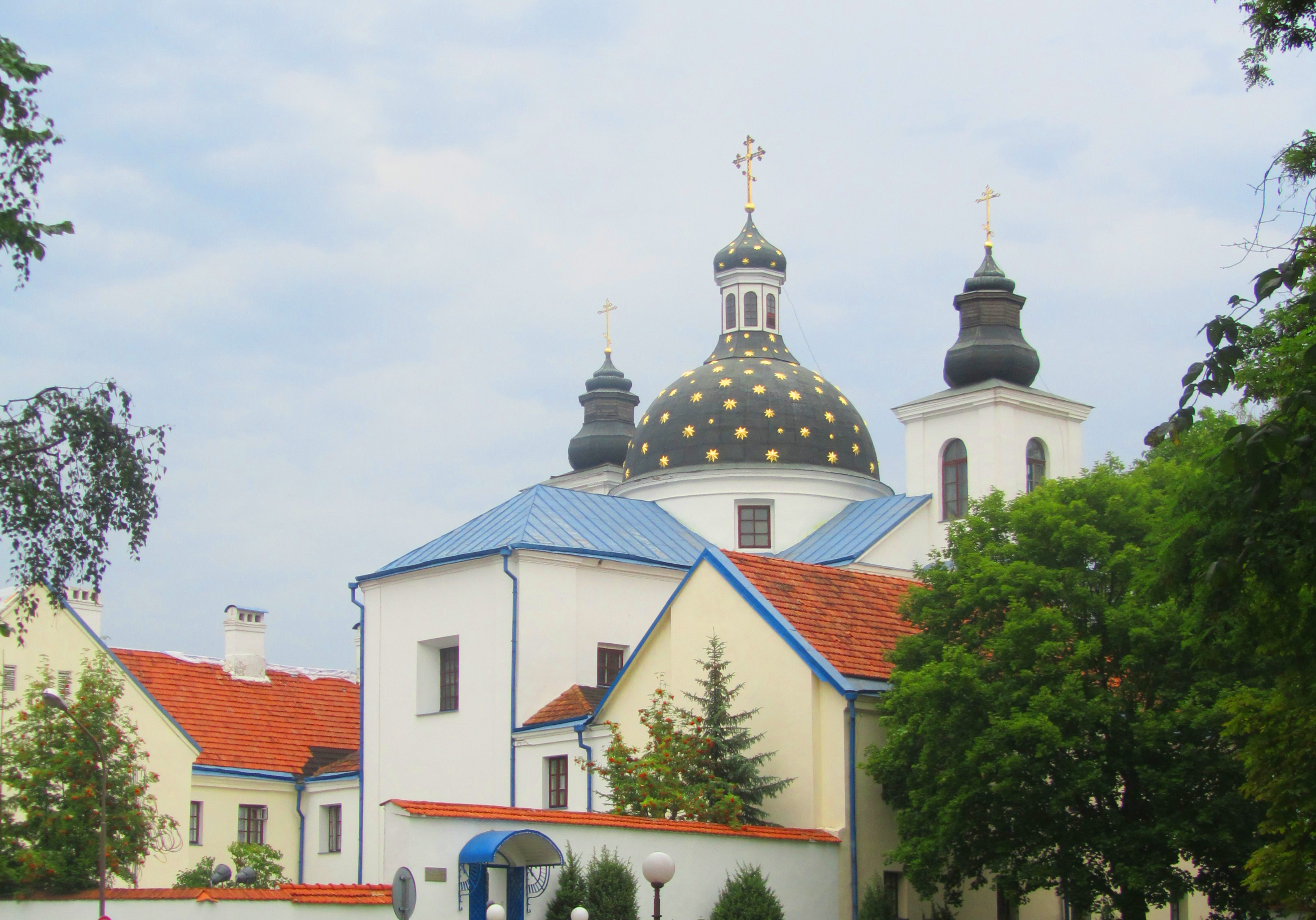
Церква Різдва Пресвятої Богородиці і монастир. 2012 р.
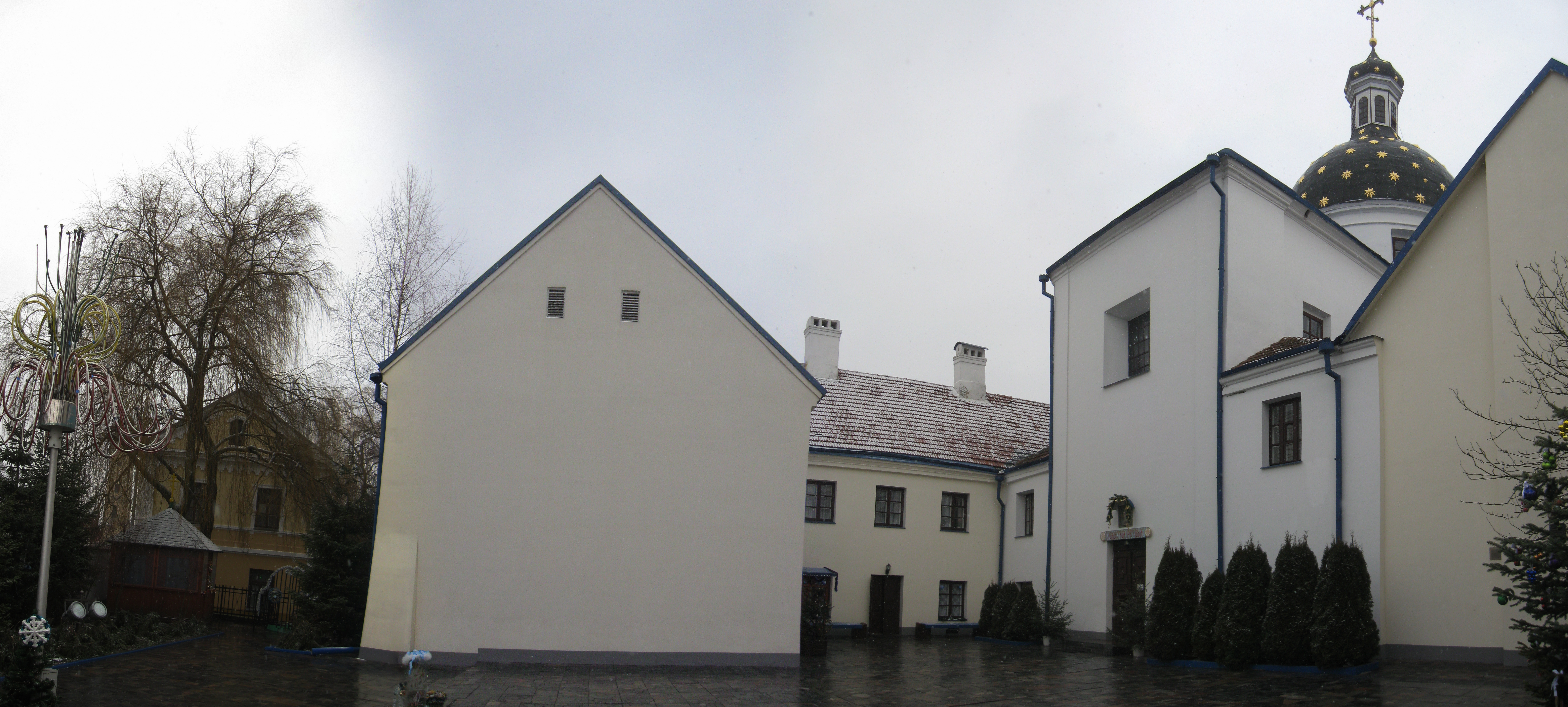
Двір монастиря. 2012 р.
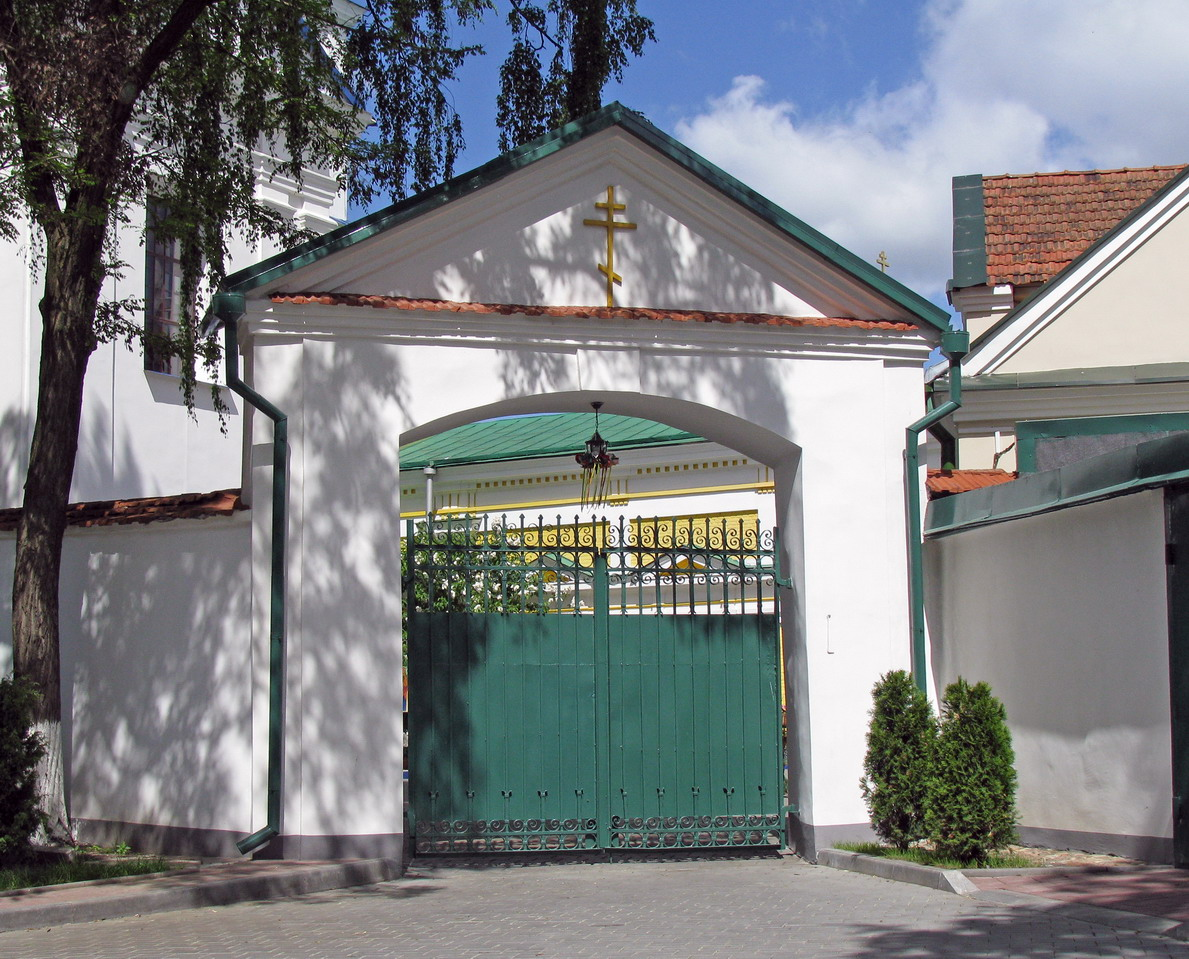
Брама монастиря. 2009 р.